# Jota Phoenicis
Jota Phoenicis (ι Phoenicis, förkortat Jota Phe, ι Phe)  som är stjärnans Bayerbeteckning, är en dubbelstjärna belägen i den nordvästra delen av stjärnbilden Fenix. Den har en genomsnittlig skenbar magnitud på 4,71 och är synlig för blotta ögat där ljusföroreningar ej förekommer. Baserat på parallaxmätning inom Hipparcosuppdraget på ca 13,1 mas, beräknas den befinna sig på ett avstånd på ca 250 ljusår (ca 76 parsek) från solen.

## Egenskaper
Primärstjärnan Jota Phoenicis A är en blå till vit stjärna i huvudserien av spektralklass A2 V. Den har en massa som är ca 2,2 gånger större än solens massa, en radie som är ca 3,6 gånger större än solens och utsänder från dess fotosfär ca 67 gånger mera energi än solen vid en effektiv temperatur på ca 8 900 K.
Jota Phoenicis är en roterande variabel av Alfa2 Canum Venaticorum-typ (ACV). Den varierar mellan skenbar magnitud +4,7 och 4,75 med en period av ungefär 12,5 dygn.
Primärstjärnan har en följeslagare av magnitud omkring 12,8 separerad med 6,7 bågsekunder.